# Prism (chanson de ClariS)
Pour les articles homonymes, voir Prism.
Singles de ClariS
Anemone
(2015) Gravity
(2016)
Pistes de Fairy Castle
Hologram
(3) Clever
(5)
Prism est une chanson pop du duo d'idoles japonaises ClariS, écrite par Ryosuke Shigenaga. C'est le treizième single du groupe sorti le 25 novembre 2015 chez SME Records. La chanson titre a été utilisée pour promouvoir le 40e anniversaire des mascottes de Sanrio, Kiki et Lala. Un clip a été produit pour "Prism". Le single a culminé à la 25e place du classement musical hebdomadaire japonais de l'Oricon.

## Résumé
"Prism" a été publié en deux édition, l'une régulière et l'autre limitée, le 25 novembre 2015, en CD par la SME Records au Japon,. L'édition limitée a été livrée avec un DVD contenant le clip pour "Prism". Le single a culminé à la 25e place du classement musical hebdomadaire japonais de l'Oricon, et y resté classé pendant 3 semaines.  Cela fait deux classements consécutifs qu'un single de ClariS ne soit pas dans le top dix de l'Oricon. « Prism » a débuté et est resté à la 85e place du Japan Hot 100 de Billboard.

## Liste des pistes
| 1.    | Prism                | Ryosuke Shigenaga | Ryosuke Shigenaga |  | 4:35 |
| 2.    | SECRET               | Mayuko Maruyama   | Mayuko Maruyama   |  | 4:30 |
| 3.    | Sepia (セピア)       | Koh               | Koh               |  | 4:45 |
| 4.    | Prism (Instrumental) |                   | Ryosuke Shigenaga |  | 4:35 |
| 13:50 |                      |                   |                   |  |      |

| 1. | Prism (Clip) | 4:37 |

## Classements
| Classement (2015)          | Meilleure position |
| -------------------------- | ------------------ |
| Japan Hot 100 de Billboard | 85                 |
| Weekly Singles de l'Oricon | 25                 |